# Hans Kopp (Schwinger)
Hans Kopp (* 26. Juli 1949) ist einer der erfolgreichsten Schweizer Kranz-Schwinger. Er gewann 1978 den Kilchberg-Schwinget. Zwischen 2002 und 2016 war er aktiver Politiker (FDP).

## Werdegang
Das Schwingen wurde Kopp in die Wiege gelegt, denn bereits sein Vater Hans Kopp sen. war ein erfolgreicher Schwinger. Er gewann im Geburtsjahr von Hans Kopp jun. den Unspunnen-Schwinget. Im Alter von 14 Jahren begann Hans Kopp jun. als aktiver Schwinger, 1967, mit 18 Jahren, gewann er seinen ersten Kranz, und zwar am Schwarzsee-Schwinget im 6. Rang.

## Sportliche Laufbahn
Hans Kopp war von 1963 bis 1979 aktiv und gewann während dieser Zeit 59 Kränze, darunter drei eidgenössische (1972, 1974, 1977). Insgesamt errang er 31 Festsiege. Seinen grössten Erfolg feierte er 1978 am Kilchberg-Schwinget, das nur alle sechs Jahre stattfindet und an dem jeweils nur die sechzig besten Schwinger der Schweiz teilnehmen dürfen. Weitere grosse Siege gab es 1975 am Schwarzsee sowie 1977 und 1978 auf der Rigi.
Anfänglich stand Kopp im Kader der Berner Schwinger. 1975 zog er berufsbedingt in den Kanton Uri und trat fortan für den Schwingklub Attinghausen an. Zwei Jahre später zog er in den Kanton Nidwalden und trat der dortigen Schwingersektion bei.

## Berufliche und politische Laufbahn
1979 gründete Kopp in Wolfenschiessen ein Spenglereiunternehmen, welches bis heute aktiv und im Besitz der Familie ist.
2002 wurde er zum Gemeindepräsidenten von Wolfenschiessen gewählt. 2016 trat er zurück.